# دهداری
| واحد تقسیمات کشوری | مسئول               | نهاد                  | نوع            | مرکز         |
| ------------------ | ------------------- | --------------------- | -------------- | ------------ |
| کشور               | وزیر کشور           | وزارت کشور            | دولتی          | پایتخت       |
| استان              | استاندار            | استانداری             | دولتی          | مرکز استان   |
| شهرستان            | فرماندار            | فرمانداری (ویژه)      | دولتی          | مرکز شهرستان |
| بخش                | بخشدار              | بخشداری               | دولتی          | مرکز بخش     |
| دهستان             | بخشدار (قبلاً دهدار) | بخشداری (قبلاً دهداری) | دولتی          | مرکز دهستان  |
| شهر                | شهردار              | شهرداری               | عمومی غیردولتی | –            |
| روستا              | دهیار               | دهیاری                | عمومی غیردولتی | –            |

 دهداری یک نهاد اجرائی متمرکز در ایران بود. دهداری برای دهستان همچون بخشداری برای بخش یا فرمانداری برای شهرستان بود که همگی نمایندهٔ دولت مرکزی (و نه مردم) در مناطق مربوط به خود هستند.
پس از آنکه شوراهای اسلامی روستا پا گرفت و دهیارها شروع به فعالیت کردند، از دهدارها سلب مسئولیت شد و بدنهٔ دولت با حذف ۲۵۰۰ پُست دهداری کوچک‌تر شد. مسئولیت ادارهٔ دهستان‌ها به بخشدار محول شد. دهیاری برخلاف دهداری نهاد عمومی غیردولتی است (مشابه شهرداری) و نهادی دولتی محسوب نمی‌شود.
دهدار کسی بود که ریاست اداره دهداری یک دهستان که شامل چندین روستا می‌شود را بر عهده داشت. همچنین دهدار نمایندهٔ دولت مرکزی و گماشتهٔ بخشدار بود.